# Aquí hay tomate
Pour les articles homonymes, voir Tomate (homonymie).
Aquí hay tomate est une installation artistique sous forme de plusieurs sculptures de longues-vues rouges, utilisant les vues panoramiques des villes de Barcelone, de Sant Adrià de Besòs et de Badalone ainsi que de la Mer Méditerranée.
Située dans le Parc du Fórum de Barcelone, l'œuvre est devenue une attraction touristique populaire, rendue célèbre notamment par les réseaux sociaux.
L'œuvre est réalisée par la sculptrice catalane Eulàlia Valldosera en 2004 à l'occasion du Forum Universel des Cultures.

## Historique

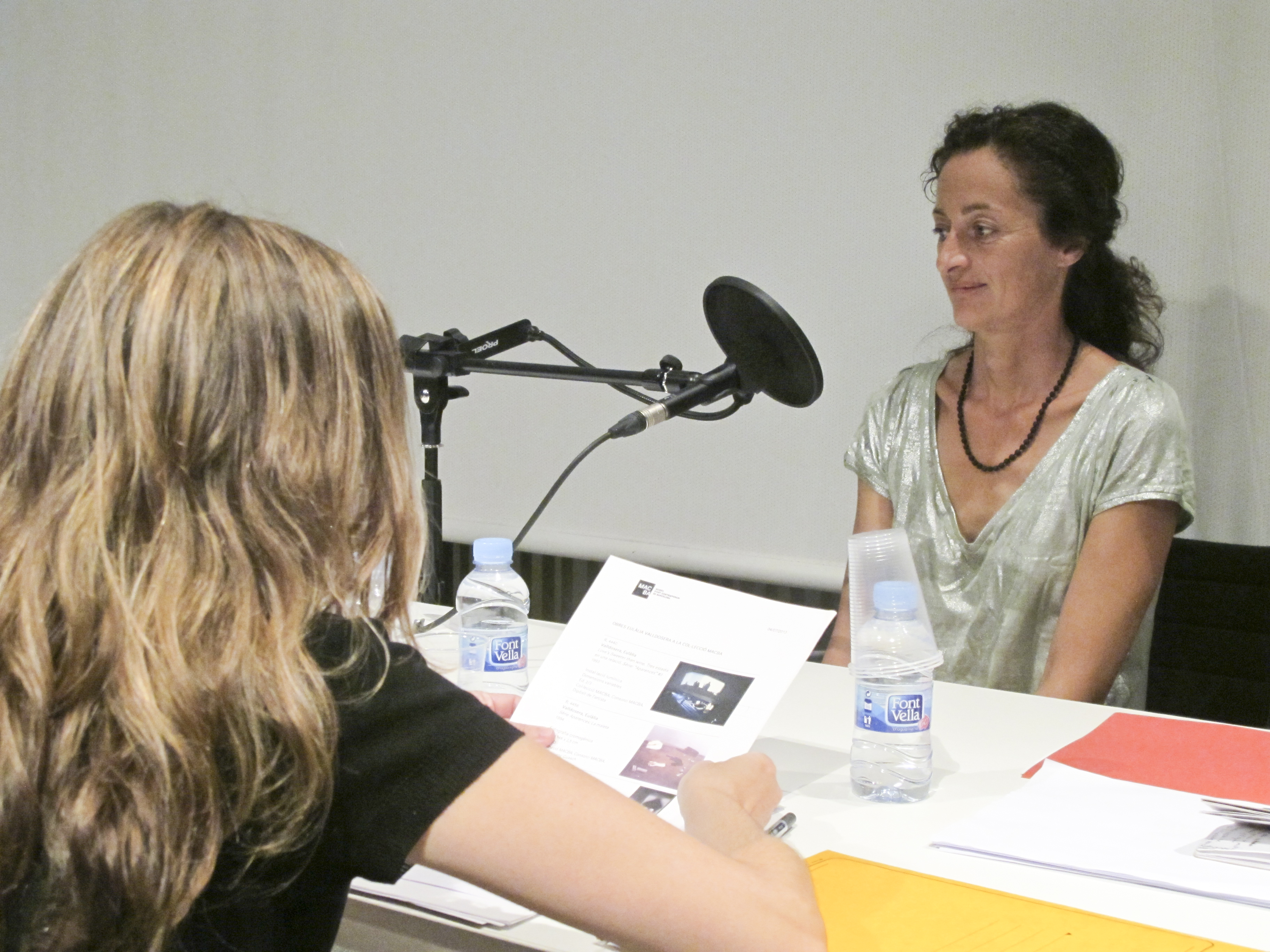
L'artiste Eulàlia Valldosera.

Cette installation d'Eulàlia Valldosera est commandée par la mairie de Barcelone pour animer le Forum des Cultures, événement ayant lieu en 2004 dans une ancienne zone industrielle réhabilitée située au nord de l'avenue Diagonale, avec deux autres oeuvres contemporaines le Passatge courenc, de Cristina Iglesias et la Sisena paret, de Tony Oursler, jamais réalisée.
Après les célébrations du Forum universel des cultures, l'œuvre Aquí hay tomate est définitivement installée dans le Parc del Fòrum, dans le quartier de Diagonal Mar dont elle fait aujourd'hui intégralement partie, tant du point de vue artistique et urbain, que touristique.
Les sculptures s'insèrent dans la paysage contemporain du nord de la ville de Barcelone, proposant notamment des vues panoramiques sur la mer Méditerranée, le district de Sant Martí et sur la centrale thermique de Badalone-Sant Adrià, héritage industriel de l'aire métropolitaine.

## Situation et accès
Situées à la fin de l'avenue Diagonale, dans le parc del Fòrum, les sculptures sont accessibles par la ligne 4 du métro (station : El Maresme-Fòrum) et le tramway Trambesòs (arrêt : Fórum).

## Galeríe

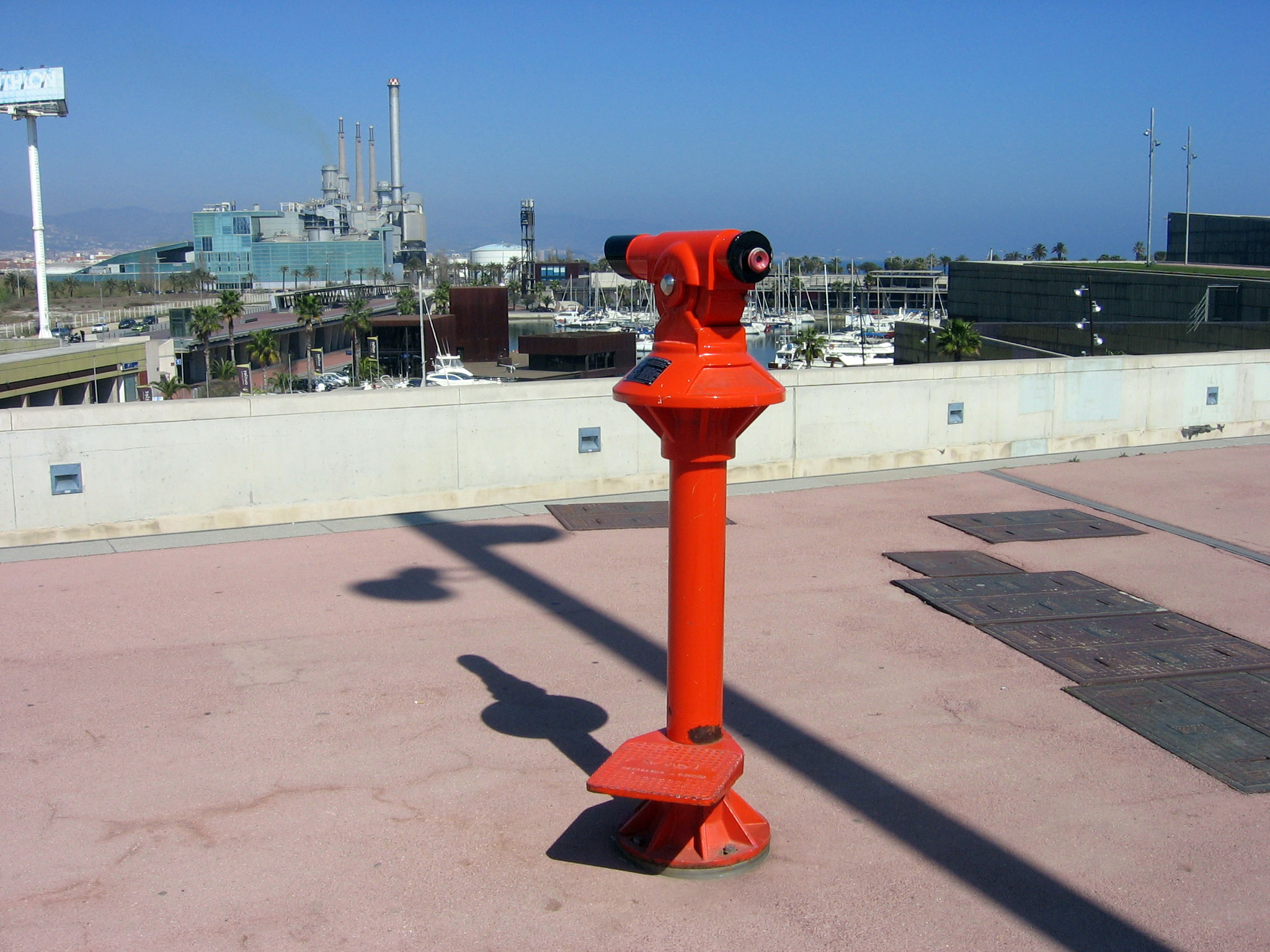
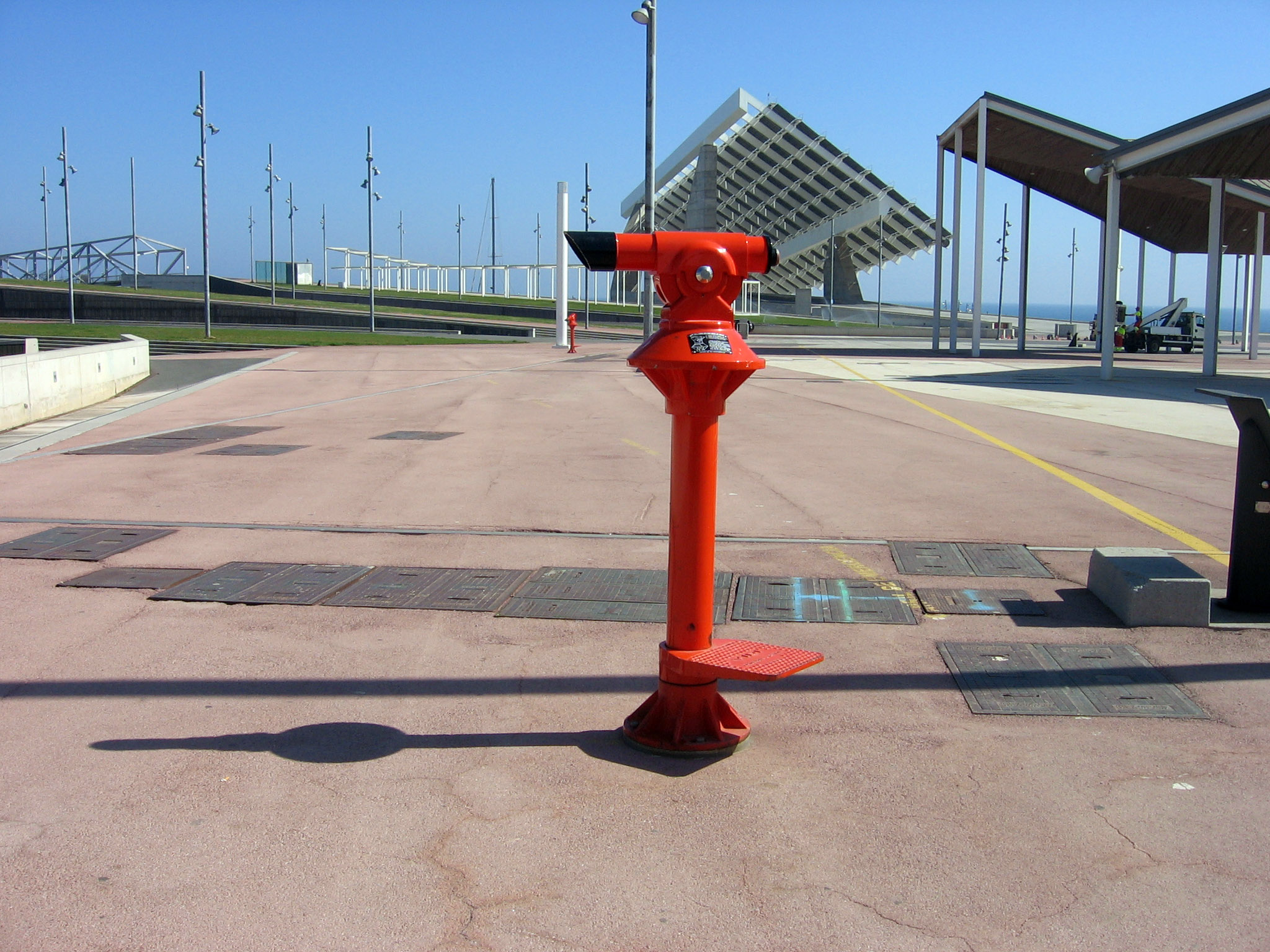
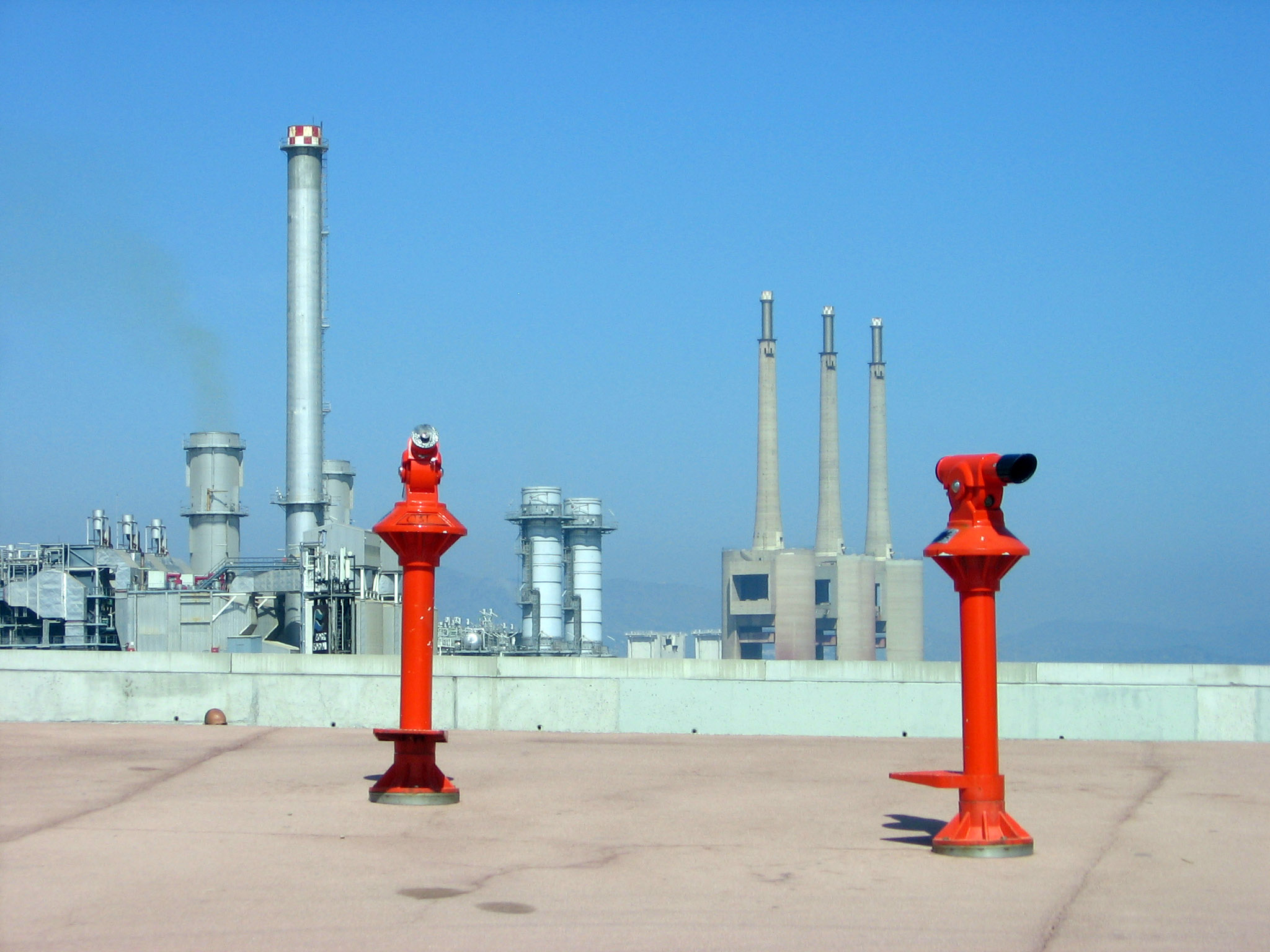
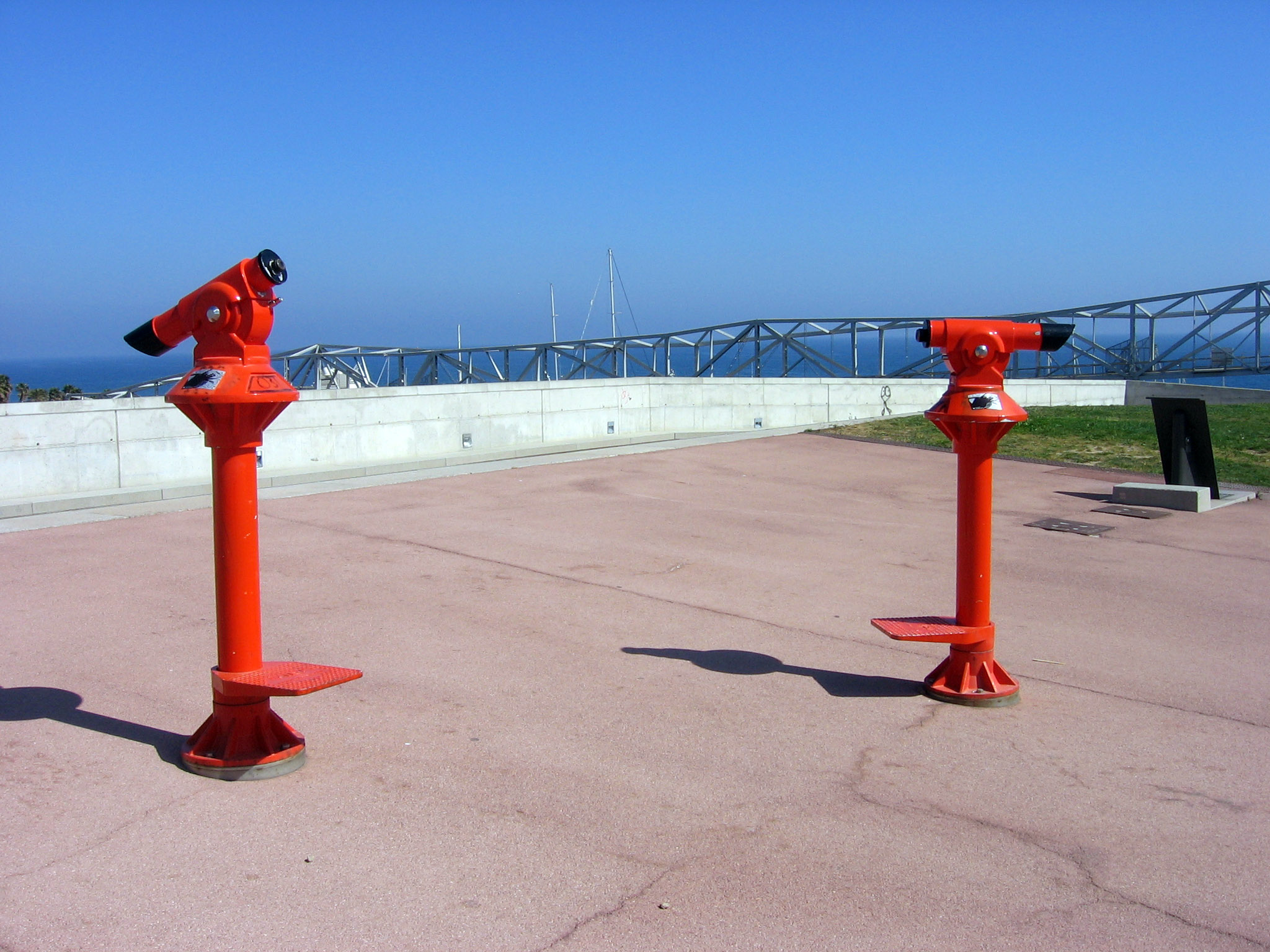